# Stodart
Stodart fue una empresa familiar dedicada a la fabricación de pianos desde 1775 hasta 1931. 

## Inicios
Robert Stodart comenzó como aprendiz en los talleres de Burkat Shudi, un fabricante de clavecines inglés de origen suizo. Robert se dedicó a afinar pianos en la empresa,  que pasaría a ser propiedad de John Broadwood en 1773 tras la muerte de Burkat. Esta empresa  a día de hoy, continúa fabricando pianos bajo el nombre John Broadwood & Sons . Es fabricante de pianos para su majestad la Reina Isabel II.  
Robert montó su propio taller de fabricación de pianos en 1775. Fue además profesor de música de las seis hijas de su majestad el Rey Jorge III.
William Stodart, el hijo de Robert,  comenzó trabajando en 1787 con su padre en el negocio familiar que entonces se llamaba "Robertus Stodart et Co". 

## Golden Square
Más adelante,  el hermano de William, Matthew Stodart se uniría a él en 1794. La compañía comenzó a firmar los instrumentos como "Golden Square" lugar en el que tenían el taller de fabricación, Golden Square 1. La empresa disponía de otros dos locales en Berners Street 27 y Strand 401. 
En 1795 su padre Robert se retiraba del negocio por jubilación,  falleciendo en 1813. 
Posteriormente William junto con su hijo Malcolm formó la compañía "William Stodart & Son".  A partir de 1807,  recibieron el encargo de fabricar los pianos de sus majestades los reyes y su familia. Su emblema se podía leer en los pianos que fabricaba: "William Stodart & Son. Constructores de pianos para sus majestades la familia real. Golden Square.  Londres." 

### Patente
Cada piano fabricado estaba protegido por patente industrial y disponía de un número de serie. En aquel momento en toda Inglaterra se fabricaban 1500 unidades por semana, esto son 78.000 pianos al año. Pese a este ritmo de fabricación, hoy en día solo 2.200 pianos del siglo XVIII siguen en estado de uso en el mundo.

### Precios
Los pianos pequeños se vendían por un precio que rondaba las 36 Guineas. Los pianos más grandes, como los pianos de cola, estaban en torno a las  100 Guineas.  Dado que la guinea era una moneda de oro de 1/4 de onza,  o sea 7 gramos de peso,  el cambio equivalía a entre 252 y 700 gramos de oro. Al cambio actual con 55 euros por gramo de oro, los pianos costarían entre 13.860 y 38.500 euros.

## Clasicismo
Fue en esta misma época, cuando compositores como Wolfgang Amadeus Mozart (1756-1791) Ludwig Van Beethoven (1770-1827),  Joseph Haydn (1732-1809) y Frederick Chopin (1810-1849) hicieron del piano un instrumento de fama mundial. El movimiento denominado clasicismo llevó a la creación de óperas,  conciertos y en general el desarrollo de lo que hoy conocemos como música clásica.  

## Proyección Internacional
Los pianos de Stodart se comenzaron a vender en Estados unidos,  gracias a Adam Stodart primo de William que emigró instalándose en Nueva York en 1819.  Importaba y vendía los pianos que su familia fabricaba en Inglaterra.

### Marco de compensación
En 1820 dos trabajadores de la empresa, James Thom y William Allen patentaron un marco tubular que evitaría que el piano se desafinara con las fluctuaciones de temperatura  y humedad.
En 1838 William Stodart falleció quedando el negocio en manos de su hijo Malcolm. 
La empresa continuó fabricando pianos a pesar de la crisis que vivía el sector,  hasta que en 1861 Malcolm Stodart falleció, terminando con él toda actividad en Inglaterra. Ningún hijo o familiar deseó continuar dado el declive en los últimos años. 

### Expo 1867
En la exposición universal de París de 1867,  158 fabricantes de piano Europeos y Americanos mostraban sus productos entre los 50.226 expositores de la muestra internacional.  Empresas americanas como Steinway & Sons tomaron el relevo de la fabricación de pianos a nivel mundial. 

### Declive y cierre
La delegación estadounidense de la empresa Stodart prosiguió fabricando pianos de calidad a precios asequibles.  Desde 1872 ya no contaba con ningún Stodart en la plantilla, siendo participada por empresarios independientes que aprovechaban la marca internacionalmente reconocida.  Así prosiguió hasta 1920 cuando fue adquirida por la empresa Jacob Doll Piano Company, que cerraría en 1931 a consecuencia de la Gran Depresión de 1929.